# Modi'in Illit

Modi'in Illit (hebreiska: מוֹדִיעִין עִלִּית; arabiska: موديعين عيليت; bokstavligen Övre Modi'in) är en israelisk bosättning som ligger vid gränsen i Samarien (norra Västbanken) som en förort till den israeliska staden Modi'in. Modi'in Illit är den största bosättningen på Västbanken med över 40 000 invånare och är befolkad huvudsakligen av ultraortodoxa judar.

## Geografi och klimat
Modi'in Illit ligger på Västbanken, norr om Modiin, 2,3 kilometer från den Gröna linjen, och 5 kilometer från motorväg 443. Beläget vid foten av Judeen Berg 286 meter över havet, har Modi'in Illit milda vintrar och varma, torra somrar med en dagstemperatur på i genomsnitt 30 ° C. Närliggande samhällen är Moshav Matityahu, Lapid och Hashmonaim.